# Nightclub Version of the Eternal
Nightclub Version of the Eternal  es el séptimo álbum de estudio de The Howling Hex. Fue lanzado en formato CD el 19 de septiembre de 2006 por Drag City.

## Lista de canciones[7]
Todas las canciones fueron escritas por The Howling Hex
1. "Hammer and Bluebird" – 7:25
2. "Lips Begin to Move" – 7:35
3. "This Planet Sweet" – 7:51
4. "How Many Steps Now" – 7:19
5. "Good Things Are Easy" – 7:31
6. "Six Pack Days" – 7:41
7. "Out, Out, Out" – 6:35

## Personal
- The Howling Hex:
  - Neil Michael Hagerty – guitarra, voz
  - Mike Saenz – guitarra eléctrica, voz
  - Lyn Madison – percusión, voz
- Dan Sylvester – percusión